# Spider-Man (TM-semic)
Людина-павук (пол. Człowiek pająk/Spider-man) — польська версія популярного американського коміксу про пригоди супергероя Людини-павука, випущений видавничим TM-Semic в роки 1990–2002.